# 전대웅
전대웅(1994년 9월 29일 ~ )은 대한민국의 크레이지레이싱 카트라이더 프로게이머이다. 현재 G-Dynamite 소속이다.

## 선수 생활
9차 리그부터 참여해 9, 11~15차 리그까지 출연하였으며 10차리그는 오프라인 예선에서 정영석 한정섭 안기준에 밀려 리그에 불참하였고 16차 리그는 불참하였다. 2012년 11월 개최한 넥슨 카트라이더 17차리그에 참여하여 결승 진출, 4위를 기록하였다. 그러나 2014년 2월 개최한 넥슨 카트라이더 리그 시즌 제로에 참여하였으나 8강에서 탈락했다. 2014년 8월에는 넥슨 카트라이더 리그 배틀로얄 오프라인 예선에 참가하였으나 2라운드에서 한주성에게 불의의 일격을 당하며 역시 탈락했다. 이후 트리플퍼펙트의 팀원과의 마찰로 인해 트리플퍼펙트를 나왔다. 카트라이더 리그 에볼루션에 문호준, 장진형, 강석인과 함께 출전하여 본선 진출에 성공했다.

## 소속팀
| #  | 팀명            | 소속 기간               | 시즌              | 비고  |
| -- | --------------- | ----------------------- | ----------------- | ----- |
| 1  | IT Bank         | -                       | -                 |       |
| 2  | CJ 레이싱       | 2014.02.08 ~ 2014.03.29 | 시즌 제로         |       |
| 3  | 쏠라이트 인디고 | 2015.08.01 ~ 2015.10.10 | 에볼루션          |       |
| 4  | 알앤더스        | 2015.12.19 ~ 2016.02.27 | 버닝 타임         |       |
| 5  | 쏠라이트 인디고 | 2016.08.06 ~ 2016.11.05 | 듀얼 레이스       |       |
| 6  | 세다 레이싱     | 2017.01.14 ~ 2017.04.15 | 듀얼 레이스 2     |       |
| 7  | 게임킹          | 2018.01.20 ~ 2018.04.07 | 듀얼 레이스 3     |       |
| 8  | 긱스타          | 2019.04.20 ~ 2019.11.24 | 2019 S2           |       |
| 9  | 아프리카 프릭스 | 2019.11.24 ~ 2020.05.29 | 2020 S1           |       |
| 10 | GC 부산 E-STATS | 2020.06.01 ~ 2021.04.05 | 2020 S2 ~ 2021 S1 | [ 2 ] |
| 11 | Dynamite        | 2021.06.01 ~ 2021.10.08 | 2021 S2           |       |
| 12 | 팀 GP           | 2021.10.08 ~ 현재       | 2021 수퍼컵 ~     | [ 4 ] |

## 수상 경력
공식 대회 우승 2회, 준우승 4회

### 2010 ~ 2015년
- 넥슨 카트라이더 11차리그 3위
- 넥슨 카트라이더 12차리그 준우승
- 2010 대통령배 전국 아마추어 e스포츠대회 카트라이더 부문 우승
- 넥슨 카트라이더 13차리그 3위
- 넥슨 카트라이더 14차리그 준우승
- 넥슨 카트라이더 팀 스피릿 준우승
- 넥슨 카트라이더 15차리그 3위
- 넥슨 카트라이더 리그 에볼루션 준우승

### 2016 ~ 2020년
- 넥슨 카트라이더 리그 듀얼 레이스 팀전 우승 (쏠라이트 인디고)
- 넥슨 카트라이더 리그 듀얼 레이스 시즌 2 팀전 3위
- 넥슨 카트라이더 리그 듀얼 레이스 시즌 3 팀전 우승 (게임킹)
- 2019 카트라이더 글로벌 슈퍼 매치 우승 (K-ALL STAR)
- 2020 SKT JUMP 카트라이더 리그 시즌 1 팀전 3위

## 같이 보기
- 카트라이더 리그